# East Orchard Castle
East Orchard Castle är ett slott i Storbritannien.   Det ligger i kommunen Vale of Glamorgan och riksdelen Wales, i den södra delen av landet, 230 km väster om huvudstaden London. East Orchard Castle ligger 18 meter över havet.
Terrängen runt East Orchard Castle är platt. Havet är nära East Orchard Castle söderut.  Närmaste större samhälle är Cardiff, 17,3 km nordost om East Orchard Castle. 